# Tiziano Pagan de Paganis
Tiziano Pagan de Paganis (Verona, 5 novembre 1858 – Bologna, 7 novembre 1932) è stato un pittore italiano.

## Biografia
Studiò presso l'Accademia di belle arti di Bologna, dove nel 1876 prese il suo diploma. All'esposizione di Milano del 1878 espone i due paesaggi: Le due torri Asinelli e Garisenda e Il Foro romano. Nel 1881 a Firenze, espone Fra due battute d'aspetto e Una lezione meritata. Nel 1885 alla Promotrice di Bologna, ha esposto: Un ottimo amico; Un assalto impreveduto '; Angelus Domini. Nel 1888 all'Esposizione a Bologna espone: Il Rio dì Porretta; Fiori; Ricreazione. Ha dipinto anche ritratti, tra cui miniature di persone in un paesaggio.
A Bologna abitava in via Belle Arti, 8.
È sepolto nel Chiostro X del cimitero monumentale della Certosa di Bologna.